# Брайловски, Даниэль
Альбе́рто Даниэ́ль Брайло́вски Полья́к (исп. Alberto Daniel Brailovsky Poliak, ивр. דניאל בריילובסקי‎; 18 ноября 1958, Буэнос-Айрес, Аргентина) — аргентинский, уругвайский и израильский футболист, атакующий полузащитник. Выступал за «Пеньяроль», «Олл Бойз», «Индепендьенте», «Америку» из Мехико, «Маккаби» из Хайфы и сборную Израиля.

## Биография
Начинал карьеру в любительских футбольных клубах, с 1976 по 1978 год играл в «Пеньяроле» (Монтевидео), в 1979 году вернулся в Аргентину и играл в клубе «Олл Бойз» (Буэнос-Айрес).
С 1980 по 1982 год играет в «Индепендьенте» (Авельянеда). С 1982 по 1985 год — в клубе «Америка» (Мехико).
Участник национальной сборной Аргентины (в 1981-82 гг.). В 1985 году репатриируется в Израиль, играл в сборной Израиля (с 1986 по 1988 год).
Тренер футбольных клубов «Маккаби» (Кафр-Кана) (1996), «Маккаби» (Герцлия), в 1998-99 гг. — «Маккаби» (Хайфа). В 2002 году — тренер клуба «Веракрус» (Мексика), тренер клуба «Америка» (Мехико) в 2007-08 гг. Футбольный комментатор на кабельном канале «ESPN Deportes».

## Достижения

### Командные
«Пеньяроль»
- Чемпион Уругвая: 1978
- Серебряный призёр чемпионата Уругвая (2): 1976, 1977

- Чемпион Мексики (2): 1984, 1985
- Итого: 2 трофея

 «Маккаби» (Хайфа)
- Финалист Кубка Израиля: 1987

### Тренерские
«Америка» (Мехико)
- Финалист Южноамериканского кубка: 2007